# Karl Erich Andrée
Karl Erich Andrée (Bad Münder am Deister, 10 de março de 1880 – Göttingen, 18 de agosto de 1959) foi um geólogo e paleontólogo alemão.

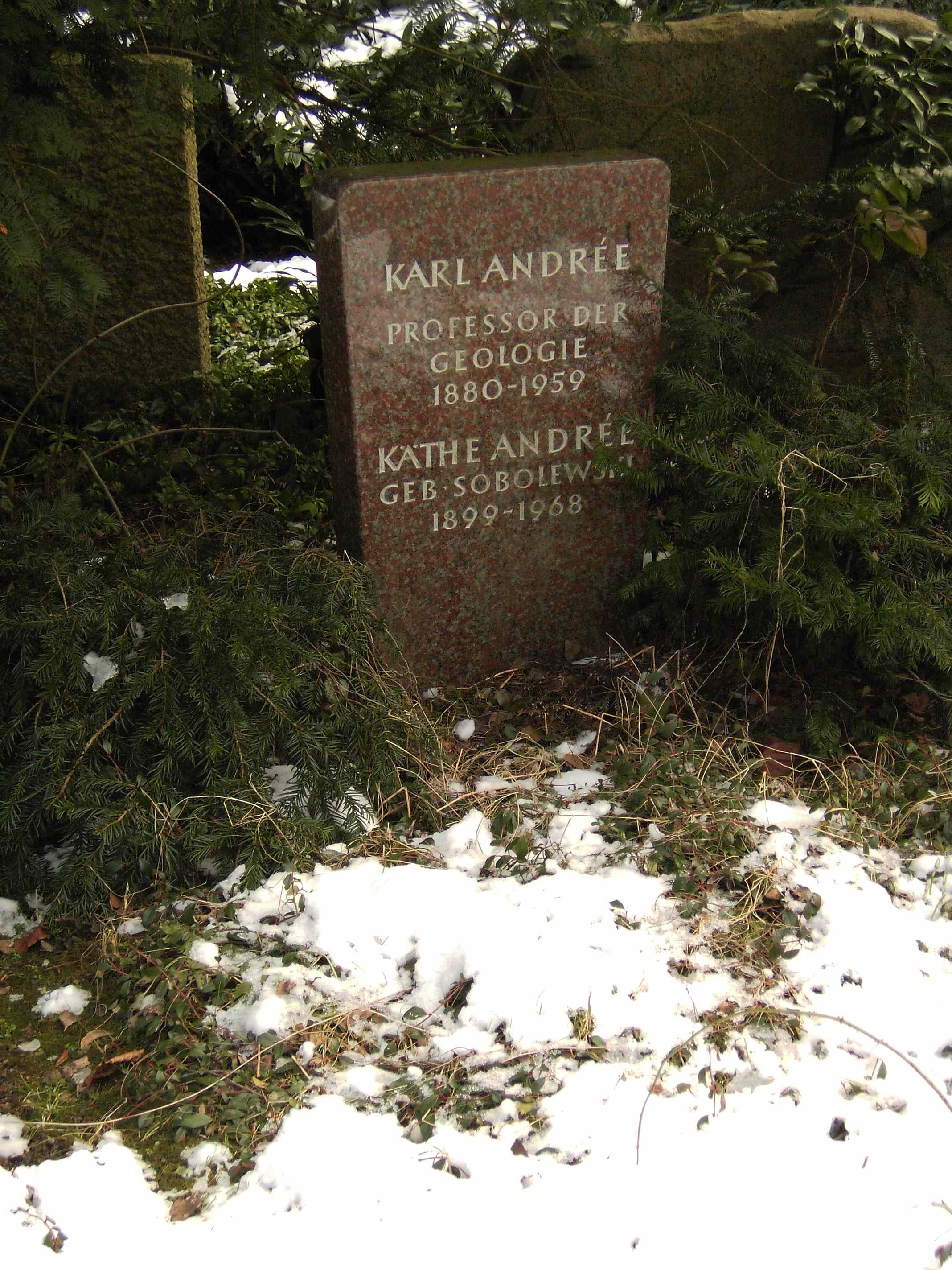
Sepultura de Andrées Grab no cemitério municipal de Göttingen

## Associações
- 1902 Associação Geológica da Alemanha
- 1910 Associação Geológica
- 1912 Associação Paleontológica[1]
- 1922 Sociedade Sismológica da Alemanha

## Premiações
- Medalha Hans Stille (1948)

## Obras
- Geologie des Meeresbodens. Band II. Bodenbeschaffenheit, Nutzbare Materalien am Meeresboden. Verlag von Gebrüder Borntraeger, Leipzig 1920
- Die Kurische Nehrung. Königsberg, Gräfe und Unzer 1932, Reprint 1989
- Der Bernstein und seine Bedeutung in Natur- und Geisteswissenschaften, Kunst und Kunstgewerbe, Technik, Industrie und Handel. Königsberg, Gräfe und Unzer 1937
- Der Bernstein. Franckh, 1951